# 千葉県道64号千葉臼井印西線

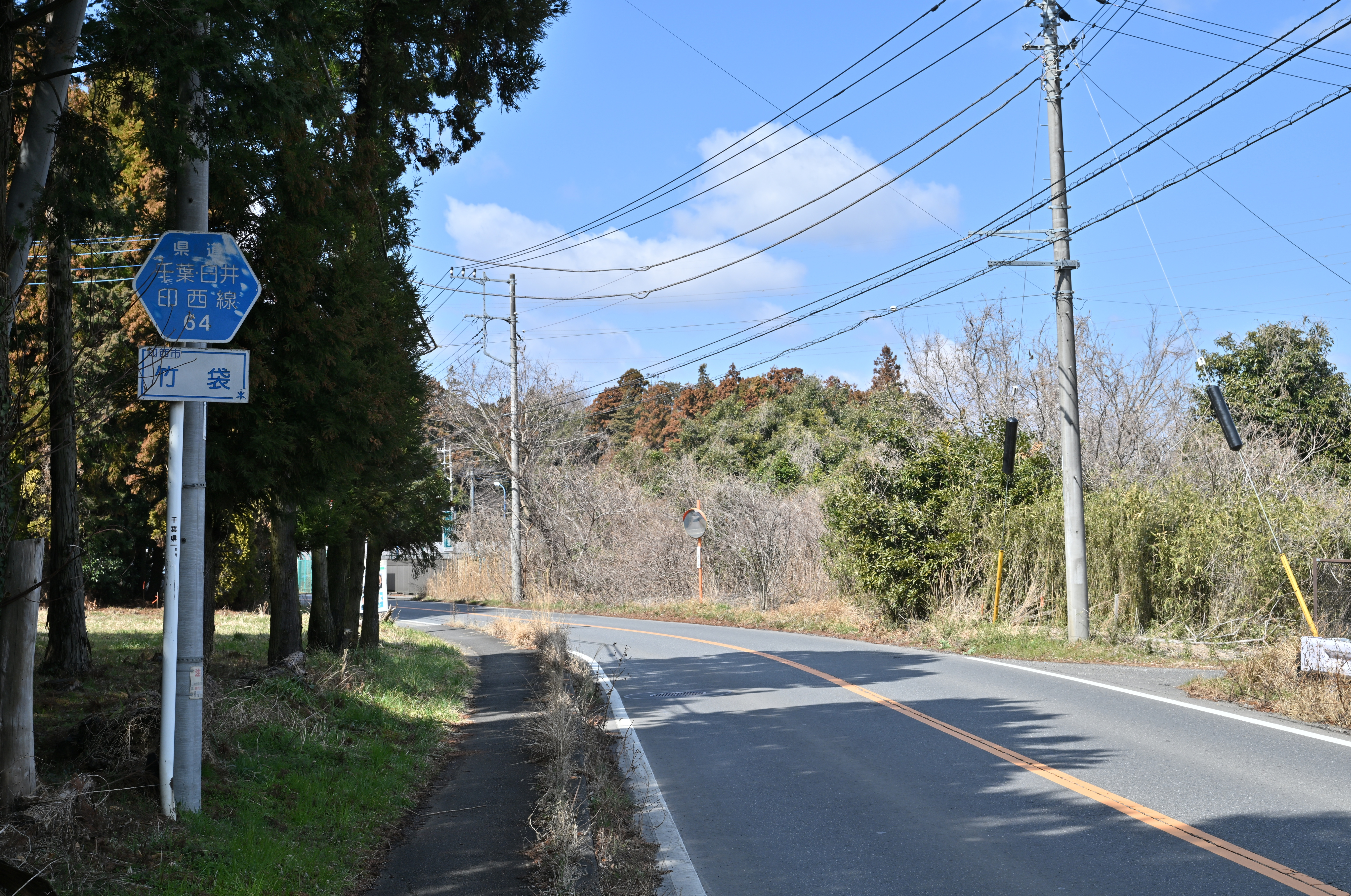
千葉県道64号千葉臼井印西線
印西市竹袋（2025年3月）

千葉県道64号千葉臼井印西線（ちばけんどう64ごう ちばうすいいんざいせん）は、千葉県千葉市若葉区貝塚町の国道51号との交点である「四街道入口」交差点を起点とし、四街道市、佐倉市を経て、印西市木下の国道356号との交点である「竹袋交差点」を終点とする主要地方道である。起点から国道296号（成田街道）に合流する佐倉市臼井までの区間は佐倉街道と呼ばれる。

## 路線データ
- 千葉市若葉区貝塚町（「四街道入口」交差点、国道51号・千葉県道22号千葉八街横芝線交点）
- 印西市木下（「竹袋交差点」、国道356号交点）
- 総延長：*.* km（千葉土木事務所管内：*.* km、千葉市管内：*.* km、印旛土木事務所管内：25.882 km）
- 重用延長：*.* km（千葉土木事務所管内：*.* km、千葉市管内：*.* km、印旛土木事務所管内：1.154 km[1]）
- 未供用延長：なし（千葉土木事務所管内：*.* km、千葉市管内：*.* km、印旛土木事務所管内：*.* km）
- 実延長：29.974 km（千葉土木事務所管内：*.* km[2]、千葉市管内：5.246 km[3]、印旛土木事務所管内：24.728 km）

## 路線状況

### 通称
- 佐倉街道[4]

### 重複区間
- 千葉県道66号浜野四街道長沼線（四街道市四街道、「四街道十字路」交差点 - 「四街道駅前」交差点）
- 国道296号（佐倉市臼井 - 佐倉市臼井、「中宿」交差点）
- 国道464号、千葉県道12号鎌ケ谷本埜線（印西市竜腹寺、「竜腹寺」交差点 - 東の原1丁目、「北総浄水場」交差点）
- 千葉県道65号佐倉印西線（印西市竜腹寺 - 終点）

### 道路施設
- 船戸大橋（印旛沼、佐倉市臼井台干拓 - 印西市志戸干拓）

## 地理

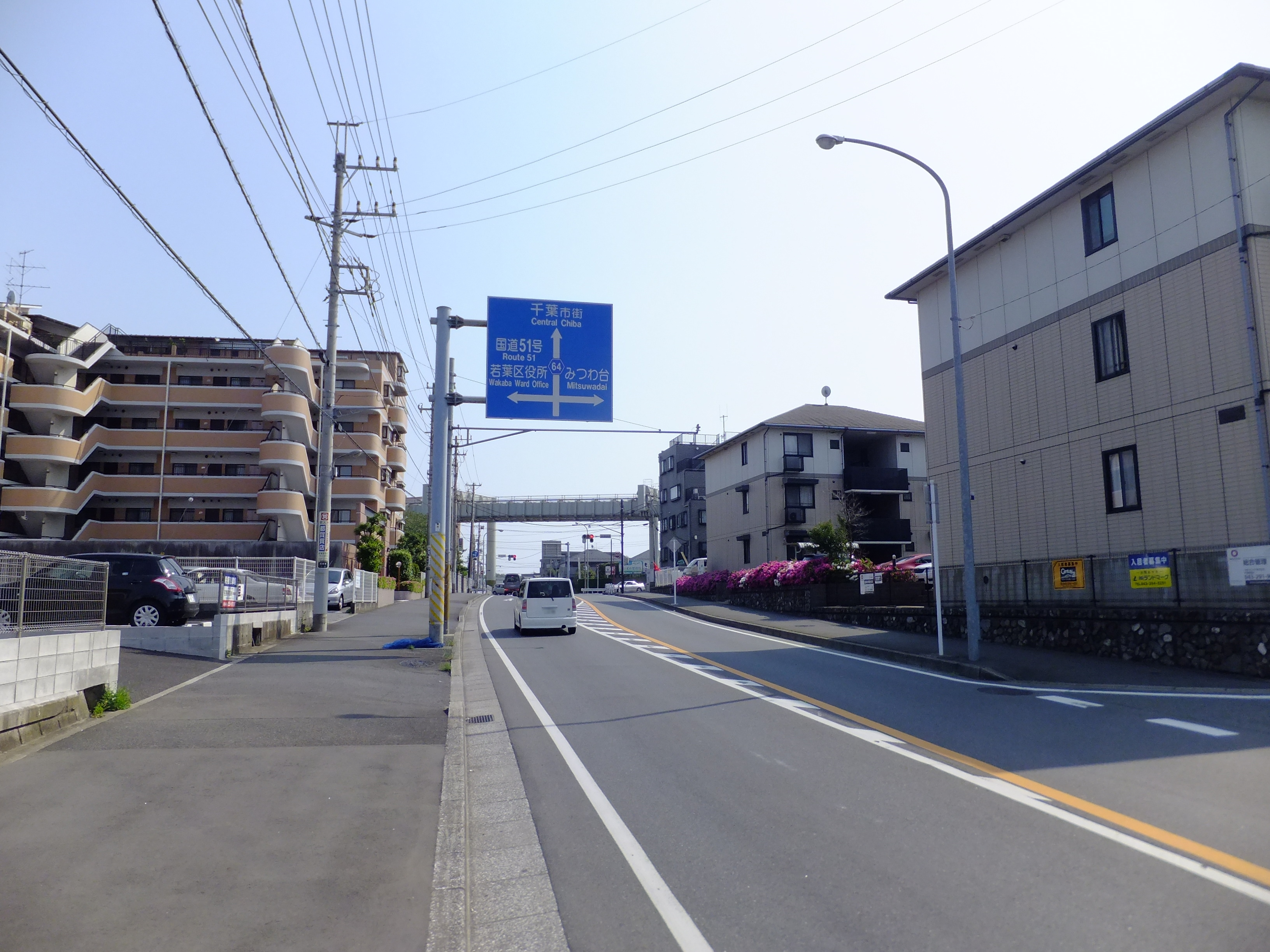
千葉県道64号、若葉区西都賀にて

### 通過する自治体
- 千葉県
  - 千葉市（若葉区）- 四街道市 - 佐倉市 - 印西市

### 交差する道路
- 国道51号・千葉県道22号千葉八街横芝線（起点）
- 国道16号（千葉市若葉区高品町・貝塚町）（貝塚IC）
- 千葉県道66号浜野四街道長沼線（四街道市四街道、「四街道十字路」交差点 - 「四街道駅前」交差点）
- 千葉県道155号四街道上志津線（四街道市大日、「大日」交差点）
- 東関東自動車道（四街道市栗山、四街道IC）
- 千葉県道136号佐倉停車場千代田線（四街道市栗山、「千代田農協入口」交差点）
- 国道296号（佐倉市臼井地内 - 佐倉市臼井、「中宿」交差点）
- 千葉県道263号八千代宗像線（印西市岩戸）
- 千葉県道190号千葉ニュータウン南環状線（印西市造谷）
- 国道464号、千葉県道12号鎌ケ谷本埜線（印西市竜腹寺、「竜腹寺」交差点 - 東の原1丁目、「北総浄水場」交差点）
- 千葉県道65号佐倉印西線（印西市竜腹寺 - 終点）
- 国道356号（終点）